# Ardistan und Dschinnistan

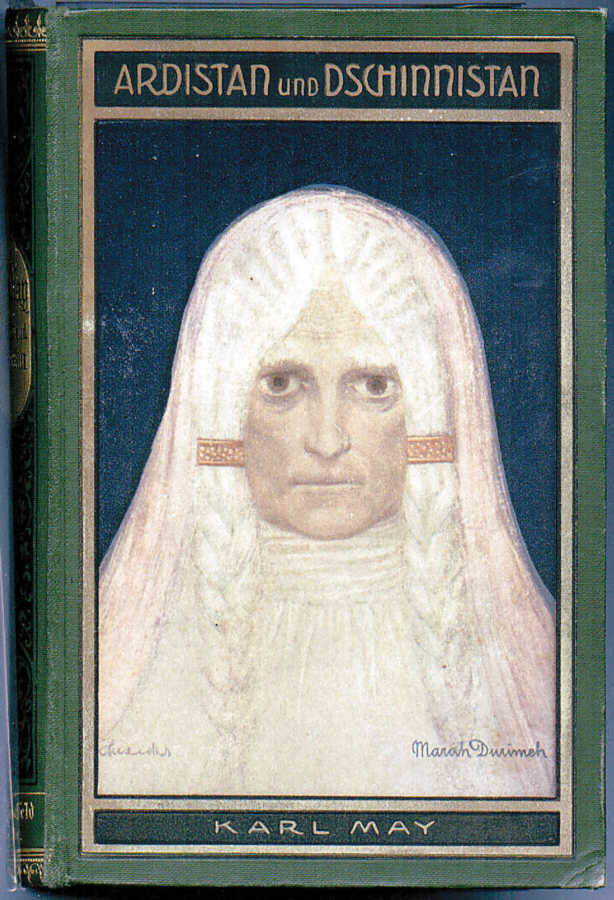
Ausgabe mit dem Titelbild der Marah Durimeh von Sascha Schneider

Ardistan und Dschinnistan ist eine zweiteilige Romanreihe (Ardistan und Der Mir von Dschinnistan) aus dem Spätwerk des deutschen Schriftstellers Karl May (1842–1912), die in der fiktiven Landschaft Sitara spielt, welche der Phantasie des Autors entsprang.

## Hintergrund
Die Erzählung wurde zunächst von 1907 bis 1909 als Fortsetzung in der katholischen Zeitschrift Deutscher Hausschatz unter dem Titel Der Mir von Dschinnistan veröffentlicht. Als Buchausgabe erschien sie 1910 als 31. und 32. Band der Gesammelten Reiseerzählungen im Verlag Friedrich Ernst Fehsenfeld.
Einer Beschreibung des Autors zufolge findet man Sitara, indem man drei Monate in Richtung Sonne fliegt und dann drei Monate darüber hinaus – da sich die Erde in sechs Monaten aber ebenfalls auf die andere Seite der Sonne bewegt hat, ist der Planet, den man dort findet, kein anderer als die Erde selbst.
Ardistan und Dschinnistan gehört zu den bedeutendsten Spätwerken Mays, in denen er sich immer mehr von seinen abenteuerlichen Reiseerzählungen, durch die er seinen Ruhm erlangte, entfernt und in geheimnisvollen Geschichten seiner Weltanschauung Ausdruck verleiht. Das zentrale Thema ist die Entwicklung des Menschen vom niedrigen „irdischen“ Anfang (Ardistan, „Bodenland“) zur „höheren Stufe“ des bewussten „geistigen“ Menschen (Dschinnistan, „Geistesland“), den May als „Edelmenschen“ bezeichnet. Entsprechend Mays eigener Auffassung ist der Edelmensch ein zugleich monotheistisch-religiös und humanistisch handelnder Intellektueller.

## Handlung
Zusammen mit seinem treuen Begleiter Hadschi Halef Omar reist Kara Ben Nemsi, das Alter Ego Karl Mays, in eine geheimnisvolle Welt mit den verfeindeten Reichen Ardistan (arabisch أرض, DMG arḍ ‚Erde, Boden‘) und Dschinnistan (جن / ǧinn / ‚Geist‘) und erlebt dort eine gleichnishafte, komplexe Handlung.
Die Reise beginnt in Sitara (vgl. persisch ستاره, DMG sitāra, „Stern“) und endet an den Grenzen Dschinnistans. Jenseits von Dschinnistan sollen die Tore zum Paradies liegen. Unterwegs trifft der Erzähler auf verschiedene Völker, die unterschiedliche Stadien dieser Entwicklung repräsentieren; da die Erzählung in einen orientalischen Kontext eingebettet ist, tragen die beschriebenen Personen und Gemeinschaften arabische und indische Züge. Die sehr eindrucksvoll beschriebenen Landschaften machen eine parallele Veränderung durch und finden Vorbilder in Zentralasien und Südasien.
Kara Ben Nemsi erhält von Marah Durimeh den Auftrag, einen drohenden Krieg zwischen den Ländern Ardistan und Dschinnistan zu verhindern. Der Erzähler und sein Begleiter beginnen ihre Reise in Ikbal.
Zunächst treffen sie auf das Volk der Ussul (vgl. arabisch اصول, Plural von أصل, aṣl, „Ursprung“), einen großwüchsigen Menschenschlag, der unter anarchistisch-pazifistischen Bedingungen des „Edlen Wilden“ in einem Sumpfgebiet lebt. Ein junger Ussul, dem innerhalb des Romans der Aufstieg zum Edelmenschen und dem neuen Mir von Dschinnistan bevorsteht, schließt sich den Reisenden an.
Als Nächstes kommt es zu einer kriegerischen, aber unblutigen Auseinandersetzung mit den Tschoban (vgl. persisch چوپان, DMG čupān, „Hirte, Nomade“), einem muslimischen Nomadenvolk, das unter der Herrschaft des Mirs von Ardistan steht. Dieser Mir (vgl. أمير / amīr / ‚Fürst‘) hat einen Ruf als grausamer, verdorbener Herrscher, erweist sich bei direktem Kontakt aber als ein Suchender, der in der Stadt Ard seine grundsätzlich positiven Charakteranlagen nicht entfalten kann, weil er unter dem Einfluss seiner unmenschlichen Familientradition und einer verknöcherten lamaistischen Priesterkaste steht.
Die weiteren Ereignisse führen zu einer Emanzipation des Mirs von Ardistan von Fremdeinflüssen und einer Charakterbildung, so dass er zukünftig seiner Aufgabe als gerechter Herrscher entsprechen kann. Dabei verwendet May eine große Anzahl von äußerlich orientalischen, innerlich aber christlichen Metaphern. Ein Beispiel sind engelförmige Monumentalskulpturen in der Wüste, die sich bei näherer Betrachtung als wasserführende Stufenbrunnen entpuppen. Wasser als Symbol der göttlichen Liebe spielt auch eine Rolle in Form des Flusses Ssuhl (vgl. صلح / ṣulḥ / ‚Versöhnung, Friede‘): Als Strafe für die ungerechten Taten der Ardistani trocknet der Fluss aus und machte Ardistan zu einem Wüstenland. Es ist bezeichnend, dass sich der Ssuhl aus dem Schmelzwasser der Gletscher von Dschinnistan speist.
Die Kernszene spielt in der „Stadt der Toten“, der verlassenen ehemaligen Hauptstadt Ardistans, wo der Mir von Ardistan eine mystische Begegnung mit seinen Vorfahren hat und sich von deren Grausamkeit und Verantwortungslosigkeit lossagt. Als Belohnung werden ihm große Vorräte, die die Mire von Dschinnistan vor Generationen für ihn angelegt haben, übergeben, mit der er die Geisterstadt in Zukunft wieder beleben kann.
Nach seiner Läuterung ist der Mir von Ardistan für die letzte Auseinandersetzung mit seinen Feinden, den Lamas und einigen Abtrünnigen, gerüstet. Dieser Kampf findet an der Grenze zwischen Ardistan und Dschinnistan statt, wobei ihm die als fast übernatürlich beschriebene Armee des Mirs von Dschinnistan zur Hilfe kommt. Damit wird die alte Feindschaft zwischen Ardistan und Dschinnistan überwunden, und der Fluss Ssuhl wird wieder in seine alten Bahnen geleitet.

## Rezeption
Für den Schriftsteller und Literaturkritiker Hans Wollschläger, der in der Nachfolge Arno Schmidts eine wissenschaftlich psychologisierende Biographie über Karl May geschrieben hat und in ihm nicht zuvorderst den Jugendschriftsteller, sondern vielmehr den Verfasser des Alterswerkes bewundert, erreicht der Autor in seiner symbolischen Spätphase und insbesondere mit Ardistan und Dschinnistan, worin er schonungslos und virtuos mit seinen Feinden abrechne, die literarische Hochebene.

## Ausgaben
Die Romane sind bei mehreren Verlagen im Bestand. Eine Auswahl:
- Karl May, Hans Wollschläger: Ardistan und Dschinnistan I. Kritische Ausgabe (gebundene Ausgabe), Karl May Verlag 2005 – ISBN 3-7802-0650-1
- Karl May, Hans Wollschläger: Ardistan und Dschinnistan II. Kritische Ausgabe (gebundene Ausgabe), Karl May Verlag 2007 – ISBN 3-7802-0651-X
- Karl May: Ardistan und Dschinnistan, Bd.1 – Ardistan, Verlag Neues Leben (1993) – ISBN 3-355-01371-4
- Karl May: Ardistan und Dschinnistan, Bd.2 – Der Mir von Dschinnistan, Verlag Neues Leben (1993) – ISBN 3-355-01372-2
- Joerg K. Sommermeyer (Hg.): Karl Mays Ardistan und Dschinnistan I, Ardistan, revidiert, herausgegeben und mit einem Nachwort versehen von Joerg K. Sommermeyer, Kollektion Abenteuer- & Reiseerzählungen / KAR 8, Orlando Syrg Taschenbuch, 1. Aufl., OrSyTa 22020, Berlin und Lahnstein 2020.
- Joerg K. Sommermeyer (Hg.): Karl Mays Ardistan und Dschinnistan II; Der Mir von Dschinnistan, Das Märchen von Sitara, Meine Werke, Merhameh; revidiert, herausgegeben und mit einem Nachwort versehen von Joerg K. Sommermeyer, Kollektion Abenteuer- & Reiseerzählungen / KAR 9, Orlando Syrg Taschenbuch, 1. Aufl., OrSyTa 32020, Berlin und Lahnstein 2020.